# Спасское (Калязинский район)
Спасское — село в Калязинском районе Тверской области, входит в состав Алфёровского сельского поселения.

## География
Село находится на берегу реки Нерль в 19 км на юг от райцентра города Калязина.

## История

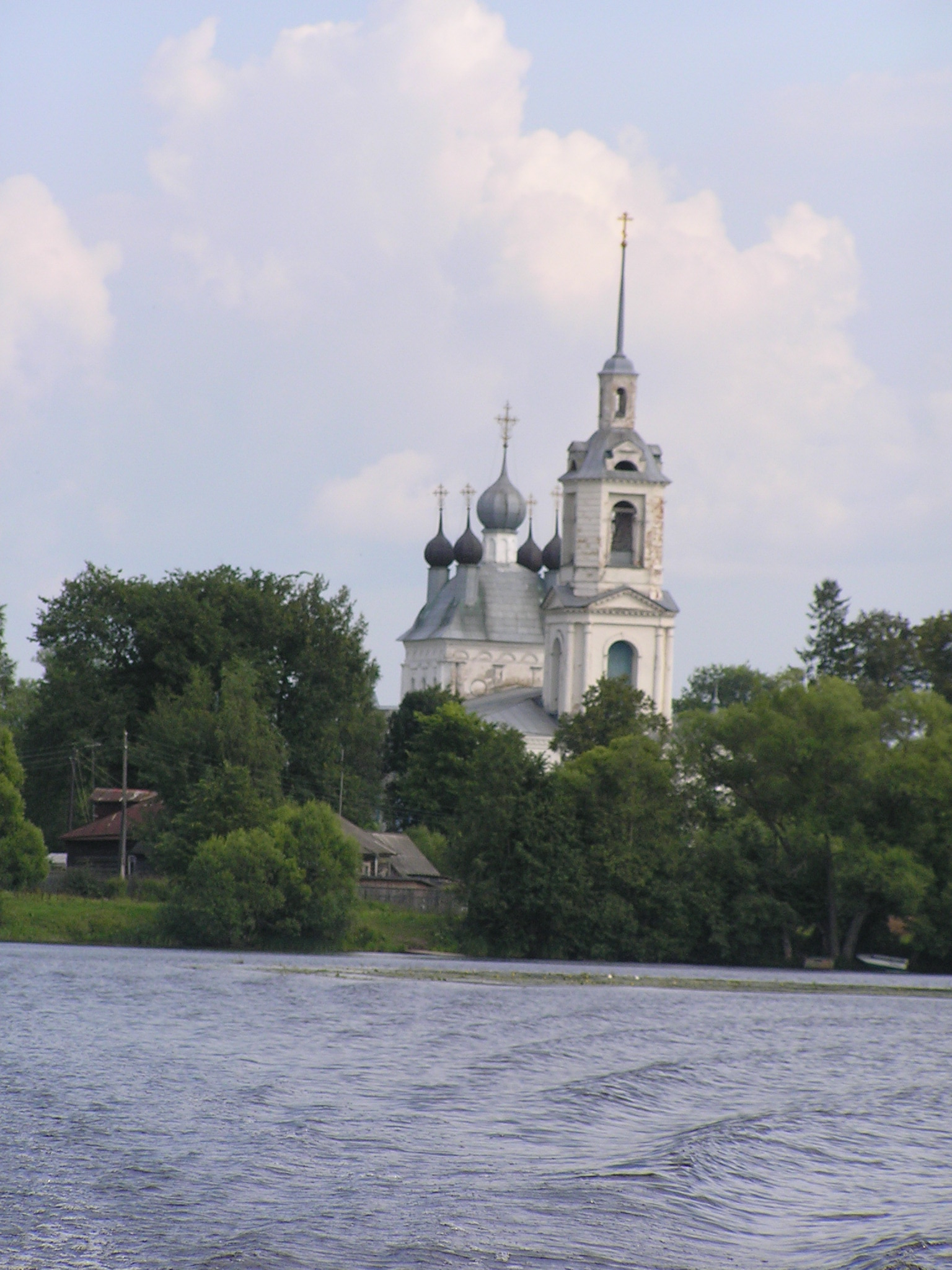
Церковь Спаса Преображения. 2004 год

Впервые село упоминается в грамоте следующего содержания «Жалованная князя Юрия Ивановича об освобождении крестьян ... села Спасского с деревнями от государственных повинностей 1511 г.» В Кашинской писцовой книге 1628-1629 годов в селе Спасское на реке Нерли значился храм во имя Боголепного Преображения да придел Николы Чудотворца, да Ивана Богослова.  В клировой ведомости 1796 г. в селе Спасском показана деревянная церковь Преображенская с приделом вел. Екатерины, построенная в 1722 году.
В 1805 году в селе была построена каменная Преображенская церковь с 3 престолами.
В конце XIX — начале XX века село входило в состав Сущевской волости Калязинского уезда Тверской губернии. В 1888 году в селе имелось 36 дворов, земская школа (93 ученика), трактир, мелочная лавка. Местные промыслы: валяльный, сапожный, портняжный. 
С 1929 года село являлось центром Спасского сельсовета Нерльского района Кимрского округа Московской области, с 1935 года — в составе  Калининской области, с 1956 года — в составе  Калязинского района, с 1994 года — центр Спасского сельского округа, с 2005 года — в составе Алфёровского сельского поселения.
До 2009 года в селе работала Спасская начальная общеобразовательная школа.

## Население
| 1859 | 1888 | 1997 | 2002 | 2010 |
| ---- | ---- | ---- | ---- | ---- |
| 241  | ↗255 | ↘226 | ↘184 | ↘150 |

## Инфраструктура
В селе имеются дом культуры, фельдшерско-акушерский пункт, отделение почтовой связи.

## Русская Православная Церковь
В селе расположена действующая Церковь Спаса Преображения (1805).